# Art'owr K'očaryan
Art'owr K'očaryan (in armeno Արթուր Քոչարյան?; Erevan, 14 settembre 1974) è un ex calciatore armeno, di ruolo attaccante.

## Carriera

### Club
Ha giocato nella prima divisione armena.

### Nazionale
Ha giocato nella nazionale armena Under-21.
Tra il 1996 ed il 1999 ha giocato complessivamente 4 partite con la nazionale maggiore armena.

## Palmarès

### Club

#### Competizioni nazionali
- Campionato armeno: 1

Ararat: 1993
- Coppa d'Armenia: 4

Ararat: 1993, 1994, 1995, 1996-1997

### Individuale
- Capocannoniere del campionato armeno: 1

2009 (15 reti)